# آيت سغروشن (جماعة)
آيت سغروشن جماعة قروية في إقليم تازة، بالجهة الاقتصادية جهة فاس مكناس، شمالي بالمغرب. يبلغ عدد سكان آيت سغروشن 16.085 نسمة. وفقا لتعداد عام 2014.

## دواوير الجماعة
- دوار العطشان
- دوار تيبربارين
- دوار مسوسة
- دوار العبوز
- دوار تيجوت
- دوار تازروت
- دوار ايت بلقاسم
- دوار ايت السبع
- دوار لقوار
- دوار مشرع لكيادر
- ايت حدو
- عين زقور
- عين زن
- تمزارت